# Oberer Sürsserbrinker Stollen
Der Obere Sürsserbrinker Stollen, im Lauf der Zeit auch mit Namensvarianten wie Oberer Suerser Brink-Stollen bezeichnet, ist ein ehemaliger Bergwerksstollen im Deister bei Wennigsen (Deister) in Niedersachsen.

## Geschichte

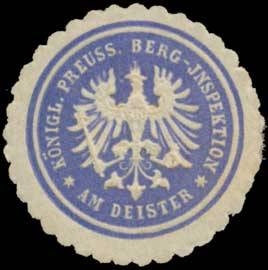
Siegelmarke der Königlich Preußischen Berg-Inspektion am Deister

Im Deister bei Wennigsen ist schon im Jahr 1639 der Betrieb eines Kohlebergwerks am Bröhn nachweisbar. Reichsgraf Ernst Franz von Platen-Hallermund sicherte sich Nutzungsrechte am nordwestlich benachbarten Suerser Brink und ließ seit 1797 durch Bergleute aus dem Harz mehrere Stollen und Schächte auffahren. Von diesen erreichten der Obere und der Untere Sürsserbrinker Stollen Bedeutung. Abgebaut wurde die Kohle aus dem 6 Zoll mächtigen zweitobersten von sieben am Süerser Brink nachgewiesenen Flözen.
Seit dem Jahr 1807 pachtete der Lindener Unternehmer Johann Egestorff nach und nach die Kohlebergwerke bei Wennigsen, darunter 1812 auch die Sürsserbrinker Stollen. Die Bergwerke an Bröhn, Hülsebrink und Suerser Brink beschäftigten zusammen 16 Bergleute und 40 Fuhrleute. Neben dem Eigenbedarf seines Kalkwerks in Linden betrieb Egestorff Kohlenhandel. Dabei übernahm er 1813 auch die Vermarktung von Kohle aus der bis dahin konkurrierenden benachbarten Grube des Freiherrn Knigge. Anfangs beschränkte Egestorff die Förderung seiner Bergwerke auf 25.000 Balgen (1.250 t) jährlich. Die Kohle wurde von den Gruben zu einem Umschlagplatz am Georgsplatz gebracht und von dort mit bis zu achtspännigen Fuhrwerken vor allem nach Hannover transportiert.
Der Forstbezirk Suerser Brink gelangte in den 1840er Jahren durch einen Gebietstausch von den Nachfahren derer von Suersen in Staatsbesitz. Nach der Annexion des Königreichs Hannover 1866 wurden die Kohlebergwerke bei Wennigsen durch die Königlich Preußische Berg-Inspektion am Deister mit Sitz in Barsinghausen übernommen. Die Berginspektion konzentrierte ihre Produktion auf dem an die Deisterbahn angeschlossenen Zechengelände am Klosterstollen Barsinghausen, wo seit den 1880er Jahren der weitaus größte Teil der Kohleförderung erfolgte. Im Jahr 1891 wurde die Förderung im Oberen Sürsserbrinker Stollen eingestellt.
Der damalige Landkreis Hannover betrieb in den Jahren 1946 bis 1953 mit Genehmigung durch die britische Militärbehörde den Oberen Sürsserbrinker Stollen als Notbergbau für den Hausbrand im Landkreis. Ein dazu beim Kohletransport per Lastkraftwagen genutzter Umschlagplatz am Deisterrand dient seitdem als Wandererparkplatz. 1952 wurde am Stollen zusätzlich zu den bisher hölzernen Bauten ein festes Gebäude als Waschkaue errichtet.

## Schleifbachhütte

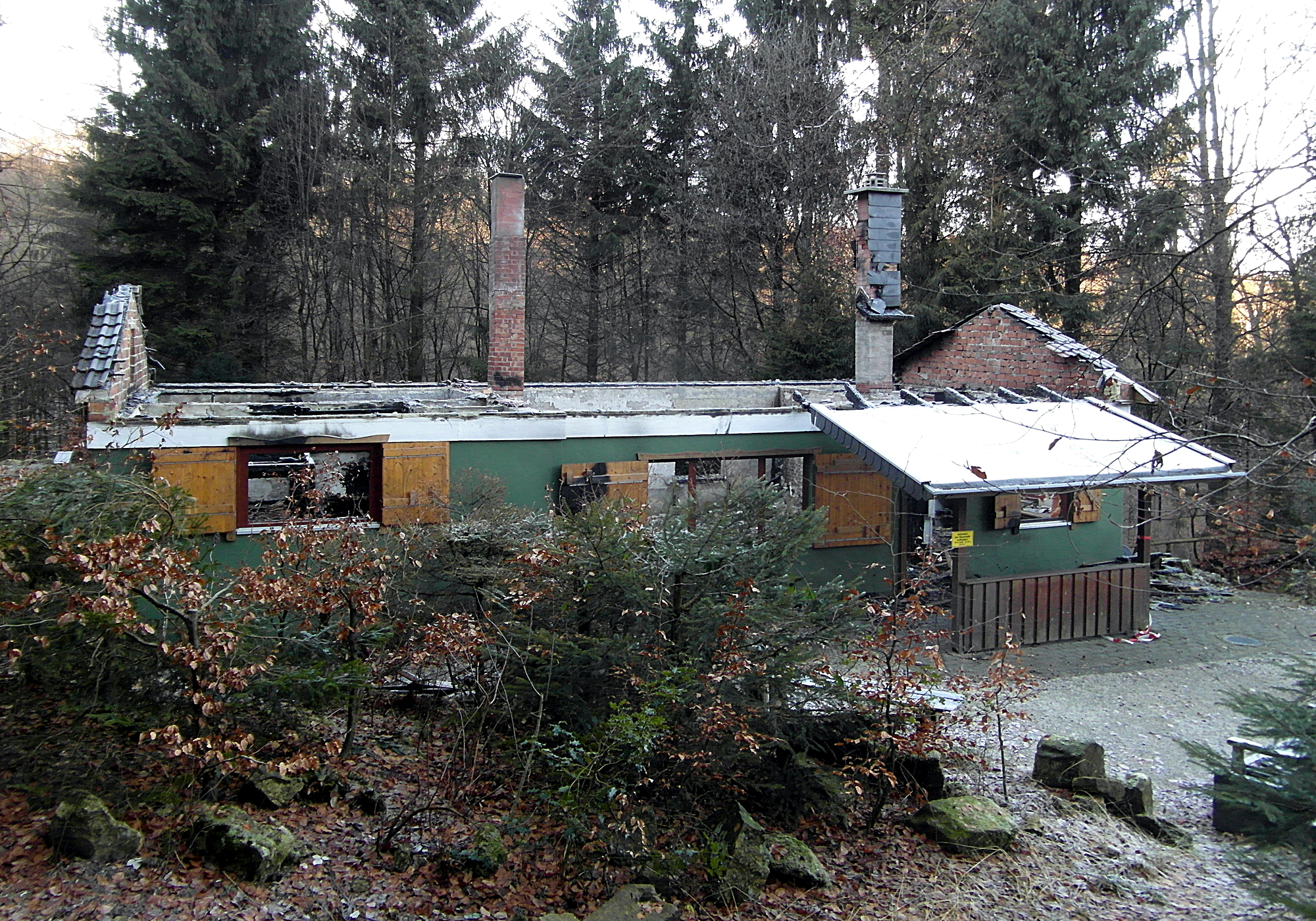
Ruine der Schleifbachhütte Ende November 2016

Der Landkreis Hannover und später als dessen Nachfolger die Region Hannover pachteten seit 1963 das auf einem aufgeschütteten Plateau oberhalb des Quellgebiets des Schleifbachs im Landschaftsschutzgebiet gelegene Gebäude von dem als Eigentümer zuständigen niedersächsischen Forstamt. Die Schleifbachhütte bestand aus der durch Anbau erweiterten Waschkaue als Hauptgebäude mit Küche, Aufenthalts- und Schlafraum (52° 15′ 32″ N, 9° 29′ 35,4″ O) sowie einem separaten hölzernen Sanitärgebäude. (52° 15′ 33,8″ N, 9° 29′ 36,6″ O) In einem instandgehaltenen Stollenabschnitt austretendes Wasser diente der Brauchwasserversorgung. Nutzer waren vor allem Jugendgruppen aus der Region, die sich auch mit Arbeitseinsätzen an der Instandhaltung der Hütte beteiligten.
Am 23. Juli 2016 geriet gegen 7.30 Uhr wegen eines defekten Rauchabzugs des Kamins der Dachstuhl des Hauptgebäudes in Brand. Der Feuerwehreinsatz wurde durch die schwierige Löschwasserbeschaffung erschwert.
Im Oktober 2016 wurde bekannt, dass die Hütte wegen der seit ihrer Errichtung verschärften Brandschutzvorschriften sowie aus Kostengründen nicht wieder aufgebaut werden würde.
Vor dem Abriss der Ruine verabschiedeten sich am 20. November 2016 Vertreter von 23 mit der Hütte verbundenen Gruppen von der Schleifbachhütte.

## Belege und Anmerkungen
1. 1 2 3  
Horst Krenzel: Vorbereitung einer Exkursion von Hagenburg zur Hilsmulde. (pdf; 6,5 MB) Arbeitskreis Bergbau der Volkshochschule Schaumburg, S. 28–29, abgerufen am 17. September 2016.
2. 1 2  
Horst Krenzel: Vorbereitung einer Exkursion von Hagenburg zur Hilsmulde. (pdf; 6,5 MB) Arbeitskreis Bergbau der Volkshochschule Schaumburg, S. 31, abgerufen am 17. September 2016.
3. ↑  
Anmerkung: Nach anderer Darstellung begann die Kohleförderung am Kniggenbrink erst 1844 im (siehe: König-Wilhelm-Stollen). Freiherr Knigge betrieb jedoch seit 1800 Kohlegruben bei Bredenbeck.
4. 1 2  
Norbert Saul: Johann Egestorff - Vom Lohnder Kleinbauernsohn zur ersten Lindener Unternehmerpersönlichkeit. www.seelze.de, abgerufen am 21. Dezember 2016.
5. ↑  
Infotafel Bergbau im Bereich des Georgsplatzes, der Gartenregion Hannover am Nachtflügelweg beim Georgsplatz, gesehen am 3. September 2016
6. ↑  
Eckard Steigerwald: 9. Das Zechengelände während hundert Jahre Bergbau. (pdf; 2,74 MB) Leseprobe aus „Barsinghausen – unter Schlegel, Klöppel und Eisen“ Neuerscheinung der 2. Auflage. 2010, S. 301, abgerufen am 13. August 2016.
7. 1 2  
Elena Everding: Kein Neubau der Schleifbachhütte. www.haz.de, 12. Oktober 2016, abgerufen am 21. Dezember 2016.
8. ↑  
Kerstin Siegmund: Über Ursache des Hüttenbrands wird gerätselt. www.haz.de, 26. Juli 2016, abgerufen am 21. Dezember 2016.
9. ↑  
Robert Bade: Ein herber Rückschlag für die Jugendarbeit in der Region Hannover. www.myheimat.de, 21. November 2016, abgerufen am 21. Dezember 2016.